# British Institute of Professional Photography
Het British Institute of Professional Photography, kortweg B.I.P.P., is een internationale fotografenfederatie. Deze federatie werd in 1901 in Engeland opgericht, met als hoofddoelstelling het delen en uitwisselen van kennis onder de leden van de organisatie. Het B.I.P.P. is in 34 landen actief.

## Doelstellingen
- Het onderhouden en verbeteren van professionele standaarden
- Het ontwikkelen van vaardigheden en het aanmoedigen van professionele ontwikkelingen
- Het faciliteren van de communicatie in de beeldproducerende industrie
- Het veiligstellen van de toekomst van de beeldproducerende industrie

Het B.I.P.P. heeft sterke banden met de FEP (Federation of European Professional Photographers) en de World Council of Professional Photographers.